# Anilingus

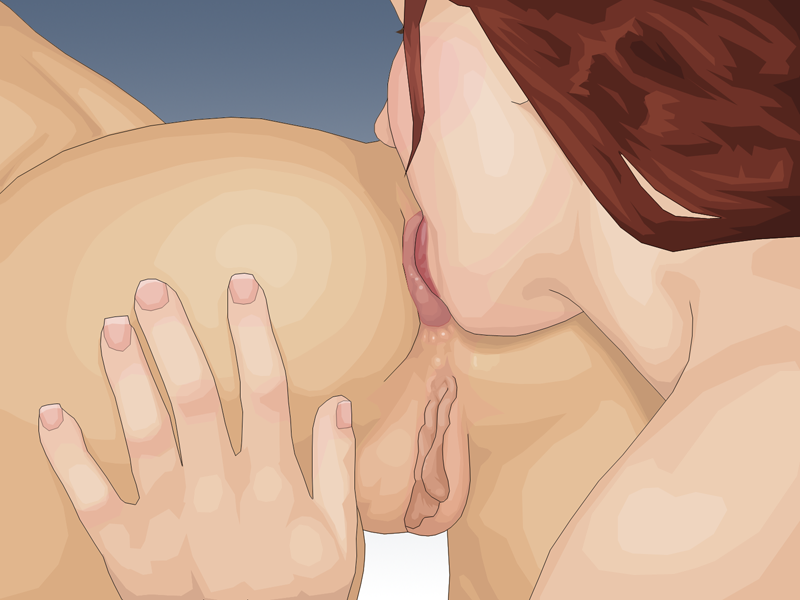
Una dona practicant l'anilingus

L'anilinció o anilingus (del llatí anus i lingua; en anglès: rimming o rim job) és una pràctica sexual que consisteix en el contacte entre la boca i l'anus. Aquesta pràctica és també coneguda com a petó negre. Té una variant anomenada colibrí, que consisteix en la inserció de la llengua el més profundament possible en l'anus d'una altra persona. Aquest nom fa referència a la família d'aus que fa servir la seva llengua d'una manera semblant amb la finalitat de recollir el nèctar de les flors.

## Riscs per a la salut i prevenció
Com totes les pràctiques sexuals, l'anilingus té risc d'infecció i una manera de prevenir-lo. La presència de bacteris, virus o paràsits al voltant o dins de l'anus o recte impliquen risc d'infeccions i malalties com l'hepatitis B, cuc intestinal, clamídia, virus del papil·loma humà, gonorrea i herpes, entre d'altres malalties de transmissió sexual (MTS). Aproximar la boca als genitals immediatament després d'haver-la introduït en l'anus pot provocar l'ingrés accidental de bacteris Escherichia coli en la uretra, causant una infecció del tracte urinari. El virus de la immunodeficiència humana no sembla fàcilment transmissible a través d'aquesta pràctica, però els experts afirmen que existeix cert risc de contagi. Alguns paràsits poden trobar-se en la femta si es consumeix carn poc cuita. Rastres d'hepatitis A en la femta només són probables si la persona infectada ha menjat aliments contaminats. L'hepatitis C és rara però és possible si el receptor de l'acte presenta sang en l'anus o en la femta.
Si el receptor de l'acte té ferides o nafres obertes en els seus genitals, o si l'executor de l'acte té ferides o nafres en la boca, i fins i tot sagnat de genives, s'incrementa el risc de transmissió de MTS. Raspallar les dents, usar fil dental, curacions dentals recents, o fins i tot ingerir menjars cruixents, com patates fregides abans o després de realitzar el contacte, també eleven el risc de transmissió, perquè totes aqueixes activitats poden causar petits talls en els llavis, galtes i paladar. Les ferides, tot i ser microscòpiques, augmenten les possibilitats de contreure alguna MTS que pugui ser transmesa oralment sota aquestes circumstàncies. Un contacte d'aquesta classe pot també comportar infeccions més comunes originades per bacteris i virus que són presents, envolten i són segregades a la regió anal.

### Relació entre el virus del papil·loma humà i el càncer oral

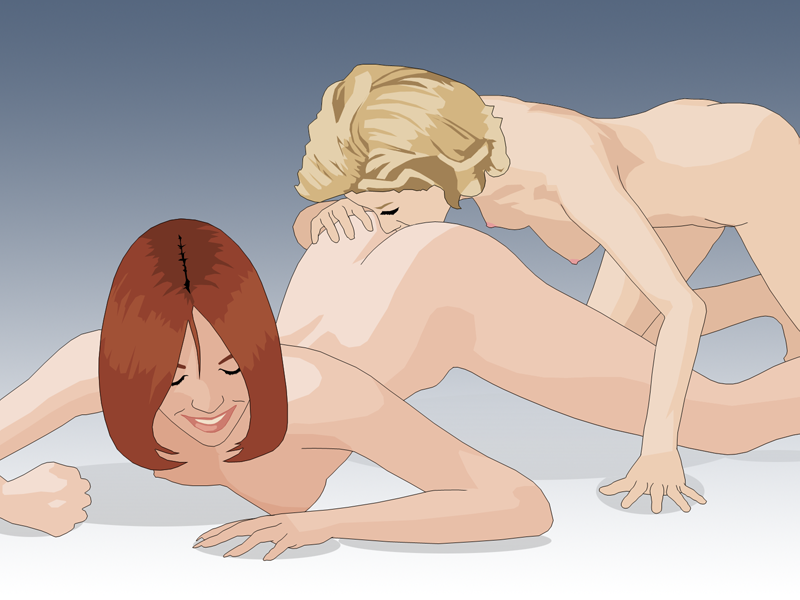
Dues persones practicant un anilingus

El 2005, un estudi de la Universitat de Malmö va suggerir que practicar sexe oral sense protecció a una persona infectada amb el virus de papil·loma humà (VPH) podria incrementar el risc de càncer oral. L'estudi va revelar que el 36% dels pacients amb càncer tenia VPH, comparat amb l'1% del grup de control sa.
Un altre estudi recent suggereix una correlació entre el sexe oral i el càncer de gola. Hom creu que això es deu a la transmissió del VPH perquè el virus ha estat implicat en la major part dels casos de càncer cervical. L'estudi conclou que les persones que han tingut d'una a cinc parelles a les quals els han practicat sexe oral durant la seva vida dupliquen aproximadament el risc de càncer de gola en comparació d'aquelles que mai no ho han fet. Així mateix, aquelles que han tingut més de cinc parelles de sexe oral incrementen fins a un 250% el risc.

### Prevenció
Les persones que pateixen d'infeccions de transmissió sexual poden parèixer saludables, per la qual cosa l'ús de mesures de prevenció i la realització d'un examen de sang que inclogui serologia és una recomanació universal i amb major èmfasi entre els qui tenen sexe amb major quantitat de persones i amb menors condicions de seguretat. La mesura de prevenció per excel·lència és la barrera de làtex. Aquests dispositius són dissenyats especialment per a això, o bé pot fer-se retallant un preservatiu.